# Liga dos Campeões da CAF de 2020–21 – Fases de Qualificação
As Fases de Qualificação da Liga dos Campeões da CAF de 2020–21 foram disputadas entre 28 de novembro de 2020 até 6 de janeiro de 2021. Um total de 54 equipes competiram nesta fase para definir os 16 classificados para a fase de grupos.

## Sorteio
O sorteio para a rodada preliminar e a primeira fase foi realizado em 9 de novembro de 2020, na sede da CAF, em no Cairo no Egito.

## Calendário
O calendário para a competição é o seguinte:
| Rodada            | Partida de ida            | Partida de volta        |
| ----------------- | ------------------------- | ----------------------- |
| Rodada preliminar | 28–29 de novembro de 2020 | 4–6 de dezembro de 2020 |
| Primeira fase     | 22–23 de dezembro de 2020 | 5–6 de janeiro de 2021  |

## Rodada preliminar
| Equipe 1            | Total    | Equipe 2           | 1.º jogo | 2.º jogo |
| ------------------- | -------- | ------------------ | -------- | -------- |
| Ashanti de Siguiri  | 1–4      | Stade Malien       | 1–2      | 0–2      |
| Gambia Armed Forces | 1–3      | Teungueth          | 1–1      | 0–2      |
| RC Abidjan          | 2–2 (gf) | ASKO Kara          | 1–0      | 1–2      |
| AS SONIDEP          | 4–0      | Mogadishu City     | 2–0      | 2–0      |
| Al Ahly Benghazi    | w/o      | Mekelle 70 Enderta | —        | —        |
| Gazelle             | w/o      | GR/SIAF            | —        | —        |
| Forest Rangers      | 0–2      | AS Bouenguidi      | 0–0      | 0–2      |
| Jwaneng Galaxy      | 5–1      | US Zilimadjou      | 4–0      | 1–1      |
| Young Buffaloes     | 1–1 (gf) | Le Messager Ngozi  | 0–0      | 1–1      |
| PWD Bamenda         | 0–1      | Kaizer Chiefs      | 0–1      | 0–0      |
| AS Otohô            | 1–3      | Al-Merrikh         | 1–1      | 0–2      |
| Rahimo              | 1–2      | Enyimba            | 0–1      | 1–1      |
| Nouadhibou          | 1–3      | Asante Kotoko      | 1–1      | 0–2      |
| Vipers              | 0–2      | Al-Hilal           | 0–1      | 0–1      |
| Buffles du Borgou   | 2–6      | MC Alger           | 1–1      | 1–5      |
| Mlandege            | 1–8      | CS Sfaxien         | 0–5      | 1–3      |
| Bantu               | 0–1      | Nkana              | 0–1      | 0–0      |
| Akonangui           | 2–3      | Petro de Luanda    | 0–1      | 2–2      |
| Costa do Sol        | 1–4      | FC Platinum        | 1–2      | 0–2      |
| Plateau United      | 0–1      | Simba              | 0–1      | 0–0      |
| CR Belouizdad       | 4–0      | Al-Nasr            | 2–0      | 2–0      |
| APR                 | 3–4      | Gor Mahia          | 2–1      | 1–3      |

### Partidas de ida
| 28 de novembro de 2020 | Vipers | 0 – 1     | Al-Hilal   | St. Mary's Stadium, Entebbe |
| 16:00 (UTC+3)          |        | Relatório | Waleed 26' | Árbitro: SOM Hassan Hagi    |

| 28 de novembro de 2020 | Forest Rangers | 0 – 0     | AS Bouenguidi | Estádio Levy Mwanawasa, Ndola |
| 15:00 (UTC+2)          |                | Relatório |               | Árbitro: ZIM Brighton Chimene |

| 28 de novembro de 2020 | APR                            | 2 – 1     | Gor Mahia  | Estádio Regional de Nyamirambo, Quigali |
| 15:00 (UTC+2)          | Niyonzima 9' · Juma 61' (g.c.) | Relatório | Muguna 27' | Árbitro: DJI Souleiman Djama            |

| 28 de novembro de 2020 | Costa do Sol | 1 – 2     | FC Platinum                | Estádio do Zimpeto, Maputo    |
| 15:30 (UTC+2)          | Mário 86'    | Relatório | Kawondera 70' · Maguri 89' | Árbitro: BOT Keabetswe Dintwa |

| 28 de novembro de 2020 | Jwaneng Galaxy                                         | 4 – 0     | US Zilimadjou | Estádio Lobatse, Lobatse   |
| 15:30 (UTC+2)          | Thatanyane 28' · Paeye 36' · Setsile 73' · Maswena 87' | Relatório |               | Árbitro: ZAM Audrick Nkole |

| 28 de novembro de 2020 | Mlandege | 0 – 5     | CS Sfaxien                                     | Estádio Amaan, Zanzibar    |
| 19:00 (UTC+3)          |          | Relatório | Eduwo 30' · Amamou 41' · Chaouat 56', 78', 84' | Árbitro: KEN Davies Omweno |

| 28 de novembro de 2020 | Buffles du Borgou | 1 – 1     | MC Alger   | Stade Charles de Gaulle, Porto Novo |
| 17:00 (UTC+1)          | Fehintola 71'     | Relatório | Rebiaï 25' | Árbitro: CIV Patrick Tanguy Vlei    |

| 29 de novembro de 2020 | Young Buffaloes | 0 – 0     | Le Messager Ngozi | Centro Esportivo Mavuso, Manzini |
| 13:00 (UTC+2)          |                 | Relatório |                   | Árbitro: BOT Tshepo Gobagoba     |

| 29 de novembro de 2020 | Bantu | 0 – 1     | Nkana      | Estádio Setsoto, Maseru       |
| 16:00 (UTC+2)          |       | Relatório | Mbombo 13' | Árbitro: MWI Ishmael Chizinga |

| 29 de novembro de 2020 | PWD Bamenda | 0 – 1     | Kaizer Chiefs | Estádio Limbe, Limbe        |
| 15:00 (UTC+1)          |             | Relatório | Mathoho 83'   | Árbitro: GAB Gauthier Mbina |

| 29 de novembro de 2020 | Akonangui | 0 – 1     | Petro de Luanda  | Estádio de Ebebiyín, Ebebiyín |
| 15:30 (UTC+1)          |           | Relatório | Tiago Azulão 37' | Árbitro: CGO Juste Kokolo     |

| 29 de novembro de 2020 | AS Otohô  | 1 – 1     | Al-Merrikh  | Stade Omnisport Marien Ngouabi d'Owando, Owando |
| 15:30 (UTC+1)          | Konté 90' | Relatório | Mahmoud 75' | Árbitro: CMR Antoine Essouma                    |

| 29 de novembro de 2020 | Plateau United | 0 – 1     | Simba     | Estádio Internacional de Jos, Jos |
| 16:00 (UTC+1)          |                | Relatório | Chama 53' | Árbitro: TOG Gnama Aklesso        |

| 29 de novembro de 2020 | RC Abidjan          | 1 – 0     | ASKO Kara | Stade National de la Côte d'Ivoire, Abidjã |
| 16:00 (UTC+0)          | Agbezudo 45' (g.c.) | Relatório |           | Árbitro: NIG Moussa Alou                   |

| 29 de novembro de 2020 | AS SONIDEP               | 2 – 0     | Mogadishu City | Stade Général Seyni Kountché, Niamey |
| 17:00 (UTC+1)          | Inoussa 51' · Yahaya 65' | Relatório |                | Árbitro: BFA Vincent Kabore          |

| 29 de novembro de 2020 | Rahimo | 0 – 1     | Enyimba     | Stade du 4 Août, Ouagadougou |
| 16:00 (UTC+0)          |        | Relatório | Omoyele 75' | Árbitro: GHA Abdul Qadiri    |

| 29 de novembro de 2020 | Nouadhibou      | 1 – 1     | Asante Kotoko | Stade Cheikha Ould Boïdiya, Nouadhibou |
| 15:00 (UTC+0)          | Tanjy 22' (pen) | Relatório | Osman 6'      | Árbitro: MLI Gaoussou Kané             |

| 29 de novembro de 2020 | CR Belouizdad            | 2 – 0     | Al-Nasr | Estádio 5 de Julho de 1962, Argel |
| 17:00 (UTC+1)          | Koukpo 14' · Nessakh 60' | Relatório |         | Árbitro: MAR Jalal Jayed          |

| 29 de novembro de 2020 | Ashanti de Siguiri | 1 – 2     | Stade Malien       | Stade du 28 Septembre, Conacri |
| 16:30 (UTC+0)          | Diarra 79' (pen)   | Relatório | Coulibaly 22', 45' | Árbitro: SLE Raymond Coker     |

| 29 de novembro de 2020 | Gambia Armed Forces | 1 – 1     | Teungueth | Estádio Independência, Bakau     |
| 16:30 (UTC+0)          | Joof 22'            | Relatório | Niang 90' | Árbitro: GNB Gilberto dos Santos |

### Partidas de volta
| 4 de dezembro de 2020 | Al-Merrikh           | 2 – 0     | AS Otohô | Estádio Al-Hilal, Ondurmã  |
| 15:00 (UTC+2)         | Awad 71' · Malik 89' | Relatório |          | Árbitro: UGA Mashood Ssali |

Al-Merrikh venceu por 3–1 no placar agregado.
| 5 de dezembro de 2020 | Nkana | 0 – 0     | Bantu | Estádio Nkana, Kitwe     |
| 15:00 (UTC+2)         |       | Relatório |       | Árbitro: RSA Luxolo Badi |

Nkana venceu por 1–0 no placar agregado.
| 5 de dezembro de 2020 | FC Platinum               | 2 – 0     | Costa do Sol | Estádio Nacional, Harare    |
| 15:00 (UTC+2)         | Stima 79' · Chikwende 90' | Relatório |              | Árbitro: ZAM Derrick Kafuli |

FC Platinum venceu por 4–1 no placar agregado.
| 5 de dezembro de 2020 | Gor Mahia                                | 3 – 1     | APR             | Estádio Nacional Nyayo, Nairóbi |
| 16:00 (UTC+3)         | Onyango 17' · Ochieng 90' · Kipkirui 90' | Relatório | Nsanzimfura 82' | Árbitro: SDN Mahmood Ismail     |

Gor Mahia venceu por 4–3 no placar agregado.
| 5 de dezembro de 2020 | Mogadishu City | 0 – 2     | AS SONIDEP              | Estádio El Hadj Hassan Gouled Aptidon, Cidade de Djibouti (Djibouti) |
| 17:00 (UTC+3)         |                | Relatório | Yahaya 5' · Mukhtar 36' | Árbitro: SSD Alier James                                             |

AS SONIDEP venceu por 4–0 no placar agregado.
| 5 de dezembro de 2020 | Simba | 0 – 0     | Plateau United | Estádio Nacional, Dar es Salaam |
| 17:00 (UTC+3)         |       | Relatório |                | Árbitro: KEN Anthony Ogwayo     |

Simba venceu por 1–0 no placar agregado.
| 5 de dezembro de 2020 | AS Bouenguidi            | 2 – 0     | Forest Rangers | Stade Augustin Monédan de Sibang, Libreville |
| 15:30 (UTC+1)         | Ndjave 47' · Aubiang 56' | Relatório |                | Árbitro: COD Numbi Kibingo                   |

AS Bouenguidi venceu por 2–0 no placar agregado.
| 5 de dezembro de 2020 | Stade Malien | 2 – 0     | Ashanti de Siguiri | Stade du 26 Mars, Bamaco      |
| 16:00 (UTC+0)         |              | Relatório |                    | Árbitro: SEN Alioune Sandigui |

Stade Malien venceu por 4–1 no placar agregado.
| 5 de dezembro de 2020 | Petro de Luanda             | 2 – 2     | Akonangui            | Estádio 11 de Novembro, Luanda    |
| 17:00 (UTC+1)         | Tiago Azulão 25' · Yano 89' | Relatório | Lolín 51' (pen), 70' | Árbitro: LES Retselisitsoe Molise |

Petro de Luanda venceu por 3–2 no placar agregado.
| 5 de dezembro de 2020 | Kaizer Chiefs | 0 – 0     | PWD Bamenda | Estádio FNB, Joanesburgo |
| 20:00 (UTC+2)         |               | Relatório |             | Árbitro: ANG João Goma   |

Kaizer Chiefs venceu por 1–0 no placar agregado.
| 6 de dezembro de 2020 | US Zilimadjou | 1 – 1     | Jwaneng Galaxy | Stade de Moroni, Moroni            |
| 15:00 (UTC+3)         | Chamoune 78'  | Relatório | Baruti 73'     | Árbitro: MAD Njaka Raharimanantsoa |

Jwaneng Galaxy venceu por 5–1 no placar agregado.
| 6 de dezembro de 2020 | Le Messager Ngozi  | 1 – 1     | Young Buffaloes | Estádio Urukundo, Ngozi |
| 15:00 (UTC+2)         | Urasenga 39' (pen) | Relatório | Maseko 15'      | Árbitro: SOM Omar Artan |

1–1 no placar agregado. Young Buffaloes venceu pela regra do gol fora de casa.
| 6 de dezembro de 2020 | Al-Hilal  | 1 – 0     | Vipers | Estádio Al-Hilal, Ondurmã       |
| 15:00 (UTC+2)         | Eldai 63' | Relatório |        | Árbitro: BDI Thierry Nkurunziza |

Al-Hilal venceu por 2–0 no placar agregado.
| 6 de dezembro de 2020 | Enyimba     | 1 – 1     | Rahimo   | Estádio Internacional Enyimba, Aba |
| 16:00 (UTC+1)         | Oladapo 60' | Relatório | Ware 75' | Árbitro: CIV Kouassi Biro          |

Enyimba venceu por 2–1 no placar agregado.
| 6 de dezembro de 2020 | Asante Kotoko | 2 – 0     | Nouadhibou | Accra Sports Stadium, Acra     |
| 15:00 (UTC+0)         |               | Relatório |            | Árbitro: TOG Komlanvi Aklassou |

Asante Kotoko venceu por 3–1 no placar agregado.
| 6 de dezembro de 2020 | ASKO Kara               | 2 – 1     | RC Abidjan       | Stade de Kégué, Lomé         |
| 15:30 (UTC+0)         | Akaté 54' · Tchakei 90' | Relatório | Kouadio 4' (pen) | Árbitro: NGA Quadri Adebimpe |

2–2 no placar agregado. RC Abidjan venceu pela regra do gol fora de casa.
| 6 de dezembro de 2020 | Al-Nasr | 0 – 2     | CR Belouizdad                   | Estádio Petro Sport, Cairo (Egito) |
| 18:00 (UTC+2)         |         | Relatório | Keddad 17' · Fakroun 90' (g.c.) | Árbitro: TUN Naim Hosni            |

CR Belouizdad venceu por 4–0 no placar agregado.
| 6 de dezembro de 2020 | Teungueth              | 2 – 0     | Gambia Armed Forces | Stade Lat-Dior, Thiès          |
| 17:00 (UTC+0)         | Bassene 53' · Fall 81' | Relatório |                     | Árbitro: LBR George Rogers Jr. |

Teungueth venceu por 3–1 no placar agregado.
| 19 de dezembro de 2020 | MC Alger                                                     | 5 – 1     | Buffles du Borgou | Estádio 5 de Julho de 1962, Argel |
| 20:45 (UTC+1)          | Djabou 6' · Abdelhafid 14', 72' · Frioui 82' · Bourdim 90+4' | Relatório | Ajayi 19'         | Árbitro: EGY Mohamed Adel         |

MC Alger venceu por 6–2 no placar agregado.

## Primeira fase
| Equipe 1         | Total       | Equipe 2           | 1.º jogo | 2.º jogo |
| ---------------- | ----------- | ------------------ | -------- | -------- |
| Stade Malien     | 1–3         | Wydad Casablanca   | 1–0      | 0–3      |
| Teungueth        | 0–0 (3–1 p) | Raja Casablanca    | 0–0      | 0–0      |
| RC Abidjan       | 1–2         | Horoya             | 1–1      | 0–1      |
| AS SONIDEP       | 0–5         | Al-Ahly            | 0–1      | 0–4      |
| Al Ahly Benghazi | 2–3         | Espérance de Tunis | 0–0      | 2–3      |
| Gazelle          | w/o         | Zamalek            | —        | —        |
| AS Bouenguidi    | 2–4         | TP Mazembe         | 1–2      | 1–2      |
| Jwaneng Galaxy   | 1–5         | Mamelodi Sundowns  | 0–2      | 1–3      |
| Young Buffaloes  | 3–6         | AS Vita Club       | 2–2      | 1–4      |
| Kaizer Chiefs    | 1–0         | 1º de Agosto       | 0–0      | 1–0      |
| Al-Merrikh       | 4–2         | Enyimba            | 3–0      | 1–2      |
| Asante Kotoko    | 0–3         | Al-Hilal           | 0–1      | 0–2      |
| MC Alger         | 2–1         | CS Sfaxien         | 2–0      | 0–1      |
| Nkana            | 1–2         | Petro de Luanda    | 1–1      | 0–1      |
| FC Platinum      | 1–4         | Simba              | 1–0      | 0–4      |
| CR Belouizdad    | 8–1         | Gor Mahia          | 6–0      | 2–1      |

### Partidas de ida
| 22 de dezembro de 2020 | Young Buffaloes             | 2 – 2     | AS Vita Club                   | Centro Esportivo Mavuso, Manzini |
| 15:00 (UTC+2)          | Dlamini 44' · Matsebula 46' | Relatório | Mayele 86' · Tulengi 89' (pen) | Árbitro: LES Osiase Koto         |

| 22 de dezembro de 2020 | Jwaneng Galaxy | 0 – 2     | Mamelodi Sundowns         | Estádio Lobatse, Lobatse     |
| 15:30 (UTC+2)          |                | Relatório | Mvala 10' · Shalulile 46' | Árbitro: SEY Bernard Camille |

| 22 de dezembro de 2020 | Teungueth | 0 – 0     | Raja Casablanca | Stade Lat-Dior, Thiès      |
| 17:00 (UTC+0)          |           | Relatório |                 | Árbitro: MLI Boubou Traoré |

| 23 de dezembro de 2020 | Al-Merrikh         | 3 – 0     | Enyimba | Estádio Al-Hilal, Ondurmã |
| 15:00 (UTC+2)          | Malik 6', 44', 90' | Relatório |         | Árbitro: KEN Peter Waweru |

| 23 de dezembro de 2020 | Nkana       | 1 – 1     | Petro de Luanda | Estádio Nkana, Kitwe               |
| 15:00 (UTC+2)          | Chisala 58' | Relatório | Yano 90'        | Árbitro: MOZ Artur Adriano Alfinar |

| 23 de dezembro de 2020 | FC Platinum   | 1 – 0     | Simba | Estádio Nacional, Harare      |
| 15:00 (UTC+2)          | Chikwende 17' | Relatório |       | Árbitro: BOT Keabetswe Dintwa |

| 23 de dezembro de 2020 | AS SONIDEP | 0 – 1     | Al-Ahly   | Stade Général Seyni Kountché, Niamey |
| 15:00 (UTC+1)          |            | Relatório | Dieng 33' | Árbitro: GHA Daniel Laryea           |

| 23 de dezembro de 2020 | AS Bouenguidi | 1 – 2     | TP Mazembe         | Stade Augustin Monédan de Sibang, Libreville |
| 15:30 (UTC+1)          | Aubiang 17'   | Relatório | Ulimwengu 28', 63' | Árbitro: CGO Messie Nkounkou                 |

| 23 de dezembro de 2020 | Asante Kotoko | 0 – 1     | Al-Hilal     | Accra Sports Stadium, Acra  |
| 15:00 (UTC+0)          |               | Relatório | Bongonga 76' | Árbitro: CIV Bienvenu Sinko |

| 23 de dezembro de 2020 | Stade Malien  | 1 – 0     | Wydad Casablanca | Stade du 26 Mars, Bamaco |
| 16:00 (UTC+0)          | Coulibaly 58' | Relatório |                  | Árbitro: GUI Sekou Touré |

| 23 de dezembro de 2020 | RC Abidjan | 1 – 1     | Horoya            | Stade National de la Côte d'Ivoire, Abidjã |
| 16:00 (UTC+0)          | Ballo 61'  | Relatório | Nikiéma 36' (pen) | Árbitro: TOG Kouassi Attiogbe              |

| 23 de dezembro de 2020 | Al Ahly Benghazi | 0 – 0     | Espérance de Tunis | Estádio Petro Sport, Cairo (Egito) |
| 18:00 (UTC+2)          |                  | Relatório |                    | Árbitro: ETH Bamlak Tessema Weyesa |

| 23 de dezembro de 2020 | Kaizer Chiefs | 0 – 0     | 1º de Agosto | Estádio FNB, Joanesburgo          |
| 18:00 (UTC+2)          |               | Relatório |              | Árbitro: MAD Ibrahim Tsimanohitsy |

| 26 de dezembro de 2020 | CR Belouizdad                                                | 6 – 0     | Gor Mahia | Estádio 5 de Julho de 1962, Argel |
| 20:45 (UTC+1)          | Sayoud 6', 20', 52' · Belahouel 12' · Tabti 43' · Ngombo 68' | Relatório |           | Árbitro: TUN Sadok Selmi          |

| 28 de dezembro de 2020 | MC Alger        | 2 – 0     | CS Sfaxien | Estádio 5 de Julho de 1962, Argel |
| 20:45 (UTC+1)          | Frioui 28', 34' | Relatório |            | Árbitro: MAR Samir Guezzaz        |

### Partidas de volta
| 5 de janeiro de 2021 | 1º de Agosto | 0 – 1     | Kaizer Chiefs | Estádio 11 de Novembro, Luanda |
| 16:00 (UTC+1)        |              | Relatório | Castro 41'    | Árbitro: ZIM Brighton Chimene  |

Kaizer Chiefs venceu por 1–0 no placar agregado.
| 5 de janeiro de 2021 | Mamelodi Sundowns                    | 3 – 1     | Jwaneng Galaxy | Estádio Loftus Versfeld, Pretória |
| 18:00 (UTC+2)        | Erasmus 38' · Mvala 67' · Morena 81' | Relatório | Sembowa 89'    | Árbitro: LES Retselisitsoe Molise |

Mamelodi Sundowns venceu por 5–1 no placar agregado.
| 5 de janeiro de 2021 | Al-Ahly                                                    | 4 – 0     | AS SONIDEP | Estádio Al Salam, Cairo    |
| 19:00 (UTC+2)        | Mohamed 13' · Soliman 37' · Banoun 67' (pen) · Kahraba 90' | Relatório |            | Árbitro: TUN Yousri Bouali |

Al-Ahly venceu por 5–0 no placar agregado.
| 5 de janeiro de 2021 | Raja Casablanca | 0 – 0     | Teungueth | Estádio Mohammed V, Casablanca |
| 19:00 (UTC+1)        |                 | Relatório |           | Árbitro: ALG Lahlou Benbraham  |

|                                   |       | Penalidades                            |  |
| Moutouali Haddad Sadaoui El Wardi | 1 – 3 | Aboubakrine Ndoye Sarr B. Diop E. Diop |  |

0–0 no placar agregado. Teungueth venceu na disputa por pênaltis.
| 6 de janeiro de 2021 | Gor Mahia     | 1 – 2     | CR Belouizdad               | Estádio Nacional Nyayo, Nairóbi |
| 15:00 (UTC+3)        | Ulimwengu 22' | Relatório | Sayoud 78' · Belharrane 83' | Árbitro: SEY Bernard Camille    |

CR Belouizdad venceu por 8–1 no placar agregado.
| 6 de janeiro de 2021 | Al-Hilal | 2 – 0     | Asante Kotoko | Estádio Al-Hilal, Ondurmã     |
| 15:00 (UTC+2)        |          | Relatório |               | Árbitro: RWA Louis Hakizimana |

Al-Hilal venceu por 3–0 no placar agregado.
| 6 de janeiro de 2021 | TP Mazembe                | 2 – 1     | AS Bouenguidi  | Stade TP Mazembe, Lubumbashi |
| 15:30 (UTC+2)        | Ulimwengu 14' · Mwape 45' | Relatório | Boussougou 79' | Árbitro: CMR Blaise Ngwa     |

TP Mazembe venceu por 4–2 no placar agregado.
| 6 de janeiro de 2021 | Espérance de Tunis                               | 3 – 2     | Al Ahly Benghazi                | Estádio Olímpico, Radès       |
| 15:00 (UTC+1)        | Chaalali 15' (pen) · Romdhane 63' · Marzouki 86' | Relatório | Alnaeli 60' · Imhamed 76' (pen) | Árbitro: EGY Mahmoud El Banna |

Espérance de Tunis venceu por 3–2 no placar agregado.
| 6 de janeiro de 2021 | CS Sfaxien        | 1 – 0     | MC Alger | Stade Taïeb Mhiri, Sfax     |
| 15:00 (UTC+1)        | Chaouat 45' (pen) | Relatório |          | Árbitro: GAM Bakary Gassama |

MC Alger venceu por 2–1 no placar agregado.
| 6 de janeiro de 2021 | Simba                                                           | 4 – 0     | FC Platinum | Estádio Nacional, Dar es Salaam |
| 17:00 (UTC+3)        | Nyoni 38' (pen) · Kapombe 61' · Bocco 90+1' · Chama 90+5' (pen) | Relatório |             | Árbitro: BDI Georges Gatogato   |

Simba venceu por 4–1 no placar agregado.
| 6 de janeiro de 2021 | AS Vita Club                               | 4 – 1     | Young Buffaloes | Stade des Martyrs, Kinshasa |
| 15:30 (UTC+1)        | Mayele 18' · Lilepo 75', 79' · Kalenda 88' | Relatório | Dlamini 83'     | Árbitro: GAB Pierre Atcho   |

AS Vita Club venceu por 6–3 no placar agregado.
| 6 de janeiro de 2021 | Enyimba               | 2 – 1     | Al-Merrikh | Estádio Internacional Enyimba, Aba |
| 15:30 (UTC+1)        | Mbaoma 15', 50' (pen) | Relatório | Malik 8'   | Árbitro: BEN Djindo Houngnandande  |

Al-Merrikh venceu por 4–2 no placar agregado.
| 6 de janeiro de 2021 | Wydad Casablanca               | 3 – 0     | Stade Malien | Estádio Mohammed V, Casablanca |
| 17:00 (UTC+1)        | El Kaabi 43' · Ellafi 46', 64' | Relatório |              | Árbitro: EGY Amin Omar         |

Wydad Casablanca venceu por 3–1 no placar agregado.
| 6 de janeiro de 2021 | Horoya          | 1 – 0     | RC Abidjan | Stade du 28 Septembre, Conacri |
| 16:00 (UTC+0)        | Sakin 52' (pen) | Relatório |            | Árbitro: SEN Issa Sy           |

Horoya venceu por 2–1 no placar agregado.
| 6 de janeiro de 2021 | Petro de Luanda | 1 – 0     | Nkana | Estádio 11 de Novembro, Luanda  |
| 17:00 (UTC+1)        | Tony 77'        | Relatório |       | Árbitro: GAB Eric Otogo-Castane |

Petro de Luanda venceu por 2–1 no placar agregado.